# ATFX
| 산업 분야   | 금융 서비스                    |
| 창립        | 2017                           |
| 창립자      | ATFX (영국)이사장:조리(Joe Li) |
| 본사 소재지 | 영국                           |
| 서비스      | 온라인 트레이딩                |
| 웹사이트    | atfx.com                       |

ATFX는 영국에 본사를 둔 글로벌 외환 브로커 기업이다.

## 역사
ATFX는 외환, 암호화폐, 귀금속, 에너지 CFD, 인덱스 CFD, 원자재, 유가증권 CFD 및 40종 이상의 각국 통화를 비롯해 다양한 형태의 투자에 관심 있는 개인 투자자들에게 메타트레이더4 플랫폼을 제공한다.

## 제품 및 서비스
ATFX는 2017년 10월 9일, 영국 사무소 개소와 함께 설립되었다. 오늘날 ATFX는 유럽, UAE, 라틴 아메리카, 아시아까지 사업을 확장했다. 본 기업은 Joe Li 이사장을 필두로 한 엘리드 경영진이 이끌어나가고 있다.
2019년 6월, ATFX는 이탈리아 리미니에서 진행된 투자 & 트레이딩 포럼에 후원 기업으로서 참가했다.
2019년 6월, ATFX는 마드리드에서 진행된 세계 최대 규모의 외환 포럼 행사에 참가했다.
2019년 6월 ATFX 는 이탈리아 리미니 에서 열린 투자 및 무역 포럼을 후원하고 참여했다.
2019년 6월 ATFX는 마드리드 에서 열린 가장 큰 Forex 이벤트 중 하나에 참가했다.

## 수상 실적
- 2017 포렉스 어워즈(Forex Awards) - 유럽에서 가장 빨리 성장한 외환 브로커 플랫폼 수상
- 2018 영국 포렉스 어워즈(UK Forex Awards) - 최고의 외환 CFD 브로커 플랫폼 수상
- 2019 온라인브로커포털 어워즈(OnlineBroker-Portal Award) - 최고의 고객 지원 플랫폼(1위) 수상

1. Matthew Wiles, "ATFX Raises its Product Offerings with Uber Shares" bigtimedaily.com, 3 June 2019.
2. "ATFX Global Strategy Conference to Sponsor Duke of Edinburgh Cup" financemagnates.com,.
3. Oliver Dale, "Beginner’s Guide to ATFX Broker: Complete Review" blockonomi.com, 3 April 2018.
4. ""ATFX upgrades to ‘IFPRU €730K’ FCA licenseATFX accelerates Asia growth with new Malaysia office"" leaprate.com, 3 August 2018.
5. ""ATFX launches Korean language websiteATFX Forex market update" leaprate.com, 3 September 2018.
6. "ATFX gets makes its mark at the IT Forum in Rimini" Archived 2019년 7월 2일 - 웨이백 머신 fxdailyinfo.com, 26 June 2019.
7. "ATFX participated in one of the biggest Forex events in Madrid" Archived 2019년 7월 2일 - 웨이백 머신 forexpeacearmy.com,.
8. "ATFX AT LONDON AFFILIATE CONFERENCE" forex-awards.com, 18 February 2019.
9. "ATFX Launches CFDs on Major Cryptocurrencies" financemagnates.com,.
10. "ATFX تشارك كأحد الرعاة الرئيسيين لمؤتمر" Archived 2019년 9월 19일 - 웨이백 머신 arabicbroker.com,21 February 2019..
11. "ATFX Review 2019" Archived 2019년 7월 2일 - 웨이백 머신 fxempire.com,.
12. "ة ATFX تقدم عرضًا ناجحًا لأول مرة في مؤتمر شركاء لشبو" Archived 2019년 7월 2일 - 웨이백 머신 ar.fxdailyinfo.com,.
13. "ATFX Awarded the “Fastest Growing Forex Broker, Europe 2017" financemagnates.com,.
14. "ATFX Awarded Best Forex CFDs Broker by UK Forex Awards 2018" financemagnates.com,.
15. "ATFX Awarded “Best Client Support” by OnlineBroker-Portal Awards 2019 Archived 2019년 7월 2일 - 웨이백 머신 fxdailyinfo.com, 24 January 2019.